# Anolis polylepis
Anolis polylepis is een hagedis uit de familie anolissen (Dactyloidae).

## Naam en indeling
De wetenschappelijke naam van de soort werd voor het eerst voorgesteld door Wilhelm Peters in 1874. De soortaanduiding polylepis betekent vrij vertaald 'veelschubbig'; poly = veel en lepis = schub. Deze naam slaat op de relatief kleine schubben aan de huid.

## Verspreiding en habitat
Anolis polylepis komt voor in delen van Midden-Amerika en leeft in de landen Panama en Costa Rica.
De habitat bestaat uit tropische en subtropische bossen, de hagedis komt zowel in laaglanden voor als in meer hoger gelegen bergbossen. De soort is aangetroffen van zeeniveau tot op een hoogte van ongeveer 1615 meter boven zeeniveau. Anolis polylepis is schaduwminnend en leeft voornamelijk tussen de bladeren in plaats van de volle zon. De hagedis leeft in bomen en grote struiken tot een hoogte van drie meter boven de bodem.

## Uiterlijke kenmerken
De totale lichaamslengte kan oplopen tot 17,7 centimeter, waarvan 65 tot 70 procent bestaat uit de lange staart. Mannetjes worden met een kopromplengte tot 57 millimeter groter dan vrouwtjes die tot 53 mm lang worden exclusief staart. De poten zijn relatief lang, er zijn 29 tot 35 hechtlamellen onder de tenen aanwezig waarvan er dertien tot zestien vergroot zijn.
De lichaamskleur is geelbruin tot roodbruin, de keelwam van de mannetjes is zeer groot en is oranje van kleur met een witte basis. Vrouwtjes hebben geen keelwam maar slechts een oranje vlek op de keel. De schubben aan de gehele bovenzijde van het lichaam zijn klein en hebben een korrelige structuur, de buikschubben zijn glad.

## Levenswijze
Het voedsel bestaat voornamelijk uit insecten zoals rechtvleugeligen en rupsen, de larven van vlinders. Vijanden van de anolis zijn voornamelijk vogels zoals motmots en trogons, verschillende soorten slangen en andere hagedissen zoals de helmleguaan (Corytophanes cristatus) en de verwante en veel grotere anolis Anolis capito, die tot bijna dertig centimeter lang kan worden.
Mannetjes zijn zeer territoriaal en spenderen bijna de helft van hun actieve tijd aan het vechten met en het verjagen van andere mannetjes. De vrouwtjes zetten iedere zeven tot veertien dagen een ei af, dat ze begraven in de bodem. De jongen komen na ongeveer vijftig dagen uit en zijn dan 19 millimeter lang.